# 에브로스현
에브로스현은 그리스 최북단에 있는 현으로, 서트라키아 북동부에 있으며, 에브로스강으로 터키와 접경하고 있다. 또 북쪽과 북서쪽으로는 불가리아 국경과 맞닿아 있으며, 서쪽에는 로도피 현이 있다. 현청 소재지는 알렉산드루폴리이다. 
에브로스 현은 1930년 옛 트라키 현이 로도피 현과 에브로스 현으로 분할되면서 설치되었다. 그 이름은 에브로스강에서 비롯되었다. 